# تشنغ فينغ
تشنغ فينغ (بالصينية: 程凤) (21 أبريل 1990 - ) هي لاعبة كرة سلة صينية في مركز هجوم صغير الجسم، شاركت في كأس العالم لكرة السلة للنساء 2014 و2015 FIBA Asia Women's Championship ‏ و2013 FIBA Asia Championship for Women ‏. ولعبت مع Liaoning Flying Eagles ‏.

## وصلات خارجية
- تشنغ فينغ على موقع الاتحاد الدولي لكرة السلة (الإنجليزية)
- تشنغ فينغ على موقع كرة السلة الأوروبية.كوم (الإنجليزية)